# آلة زد

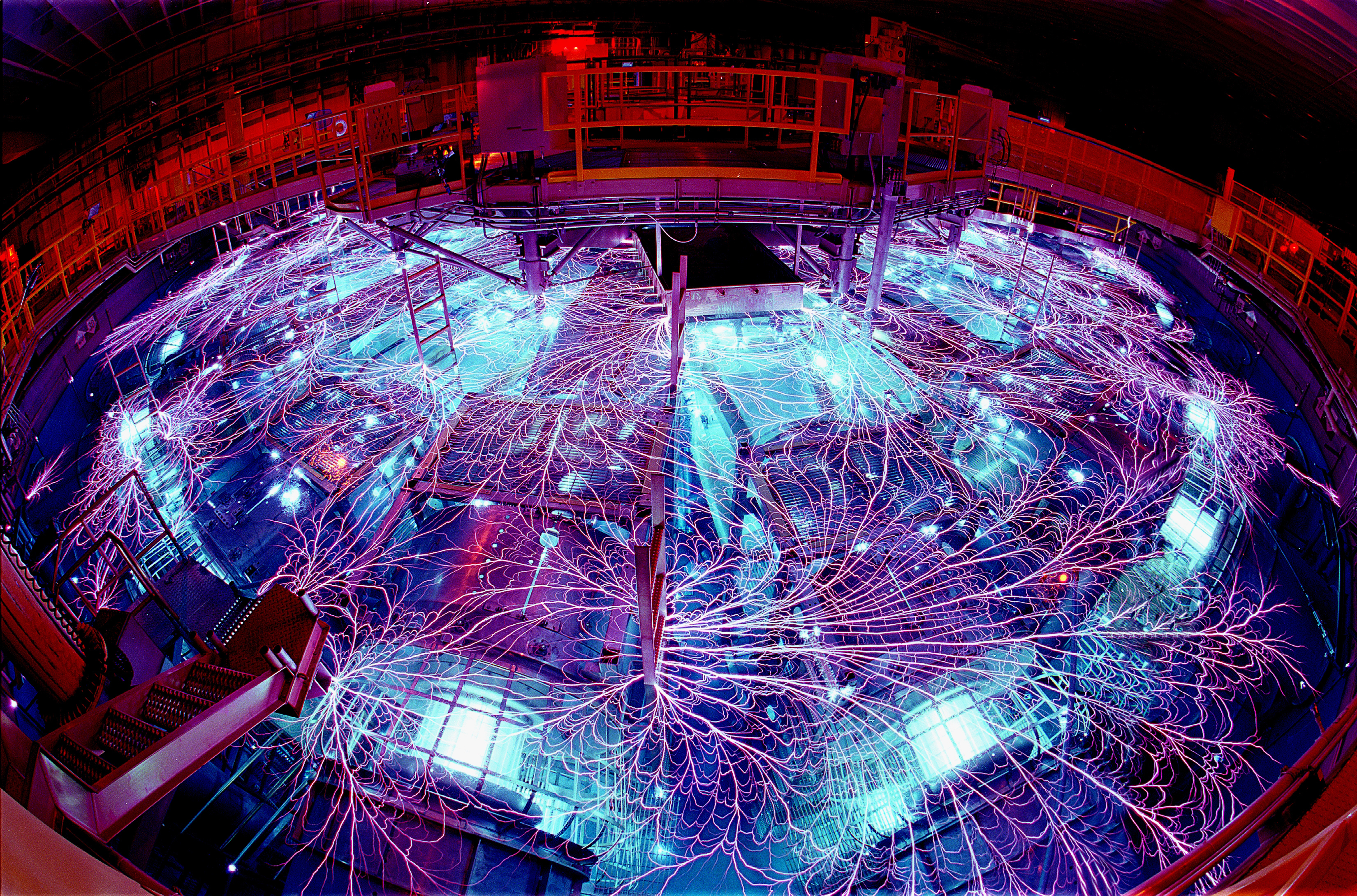

آلة Z، بالإنجليزية: Z- Mashine هي آلة اختبار تقوم باجراء اختبارات على المواد تحت درجات حرارة عالية وضغط عالي.
توجد هذه الآلة في مختبرات سانيدا الوطنية في البوكريك، نيو مكسيكو في الولايات المتحدة الأمريكية.تساهم آلة z في تطوير محطة للاندماج النووي. كانت آلة z في عام 2005 اقوى مصدر اصطناعي للاشعة السينية بالعالم.
آلة Z هو اسم مشتق من اتجاه المنفذ الرأسي للأشعة السينية (المحور Z [الألمانية]) من تمديد الاسلاك عموديا.

## التركيب
آلة Z هي أسطوانة بقطر 32 مترا وارتفاع 6 أمتار، ويحيط بها 36 موصل كهربائي رتبت شعاعيا في وسط الآلة. وهي مليئة الماء منزوع الأيونات للعزل. يوجد بها فراغ بمساحة 3 متر، وفي هذا الفراغ يوجد ما يسمى ب (z-pinch [الإنجليزية]). تحتوي على أسلاك التينجستن التي يبلغ قطرها 10 ميكرومتر، حوالي عُشر من سمك شعرة الأنسان. في وسط هذه الأسطوانة يوجد كبسولة الأنصهار والكرة البلاستيكية الكبيرة، وهي مليئة بخليط من الديوتريوم والتريتيوم. وبالتالي فان الأنوية الذرية ممكن أن تندمج. تحتاج كبسولات ليتم ضغطها إلى حجم صغير من الأصلي ويتم تسخينها لدرجة حرارة عالية. ويمكن تحقيق ذلك عن طريق الضغط الاشعاعي المكثف جدا من اشعاع الأشعة السينية.
لانتاج هذه الأشعة السينية، يتم إرسال التيار الكهربائي لدرجة تصل إلى 20 مليون أمبير في عينة خلال كل 36 موصل شعاعي لفترة قصيرة جدا أقل من 100 نانو ثانية. تتبخر فجأة أسلاك التينجستن في الوسط وتتحول إلى غاز البلازما المتأمين شديد الحرارة. ثم يولد النبض الحالي حقل مغناطيسي قوي في البلازما، وهو مضغوط شعاعيا للغاية حيث يتم تسخين المحور الرأسي. في المقابل فان البلازما ترفع درجة حرارة مواد جدار الأسطوانة المحيطة إلى درجة حرارة تصل إلى بضعة بليونات كلفن (Kelvin). وهذا يعني أن هذه الأسطوانة تبعث نبض مكثف من الأشعة السينية للحظة وجيزة مع قوة ذروة تصل إلى 290 تيرا واط. ثم يجعل هذا النبض للأشعة السينية إلى انصهار الكبسولة، ويتم ضغطها بواسطة ضغط الإشعاع إلى جزء من حجمها الأصلي بنفس الوقت تسخن هذه الكبسولة بشدة.
لبضع نانو يتم تنفيذ هنا حوالي 80 مرة من قوة لحظية، والتي يتم استهلاكها على الأرض بأكملها.
يتم توفير الطاقة الكهربائية عن طريق مولدات ماركس.

## وصلات خارجية
- Home Page Z Pulsed Power Facility
- "A machine called Z", an article from The Observer
- Physics News Update, February 28, 2006